# Lindsay (comté de Cooke, Texas)
Pour les articles homonymes, voir Lindsay.
Lindsay est une petite ville située au centre du comté de Cooke, au Texas, aux États-Unis,.

## Démographie
Lors du recensement de 2010, la ville comptait une population de 353 habitants. Elle est estimée, en 2019, à 361 habitants.

### Source de la traduction
- (en) Cet article est partiellement ou en totalité issu de l’article de Wikipédia en anglais intitulé « Lindsay, Cooke County, Texas » (voir la liste des auteurs).